# Villiers-Saint-Denis
Villiers-Saint-Denis is een gemeente in het Franse departement Aisne (regio Hauts-de-France). De plaats maakt deel uit van het arrondissement Château-Thierry. Villiers-Saint-Denis telde op 1 januari 2022 1.074 inwoners.

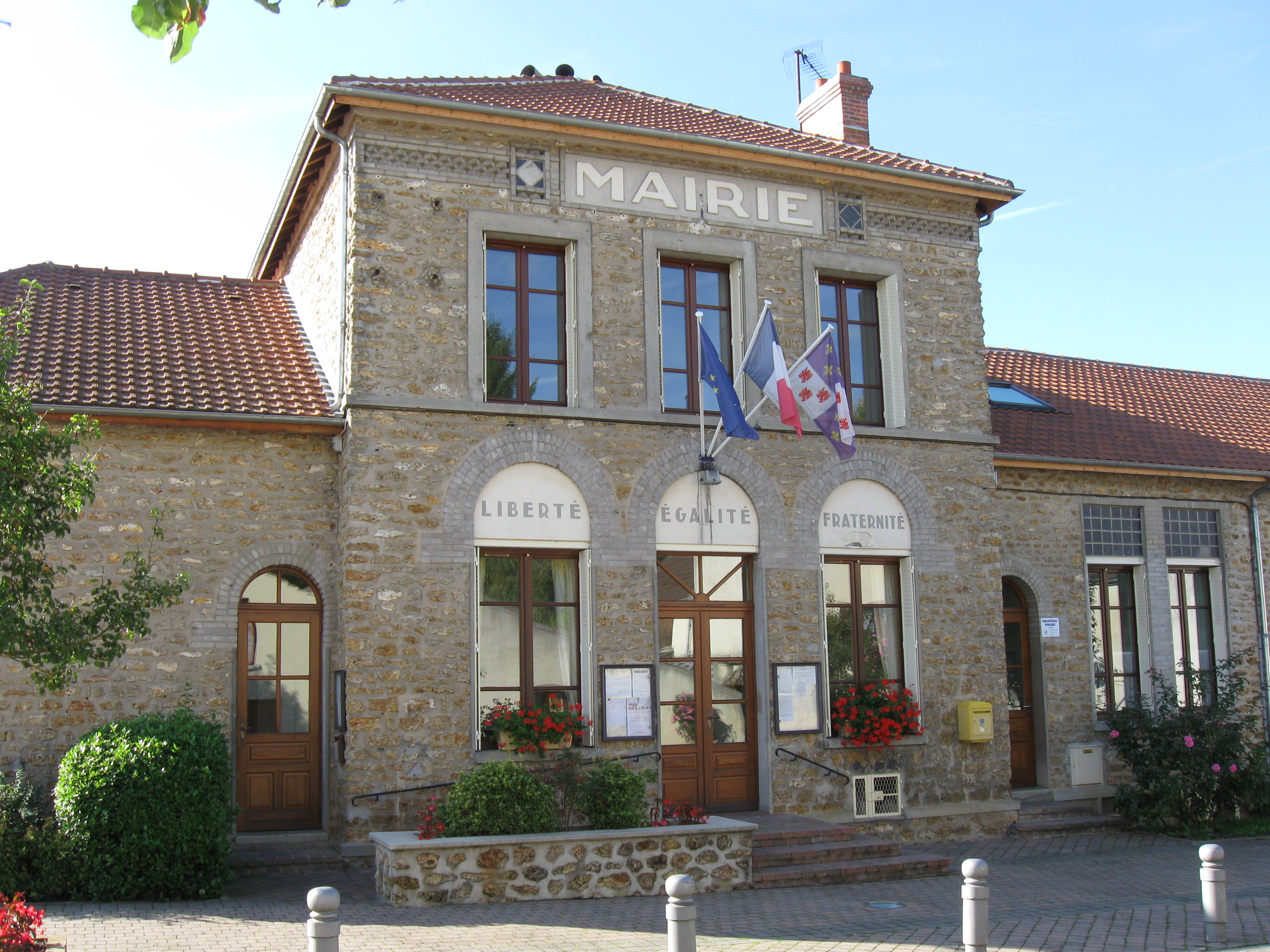
Gemeentehuis
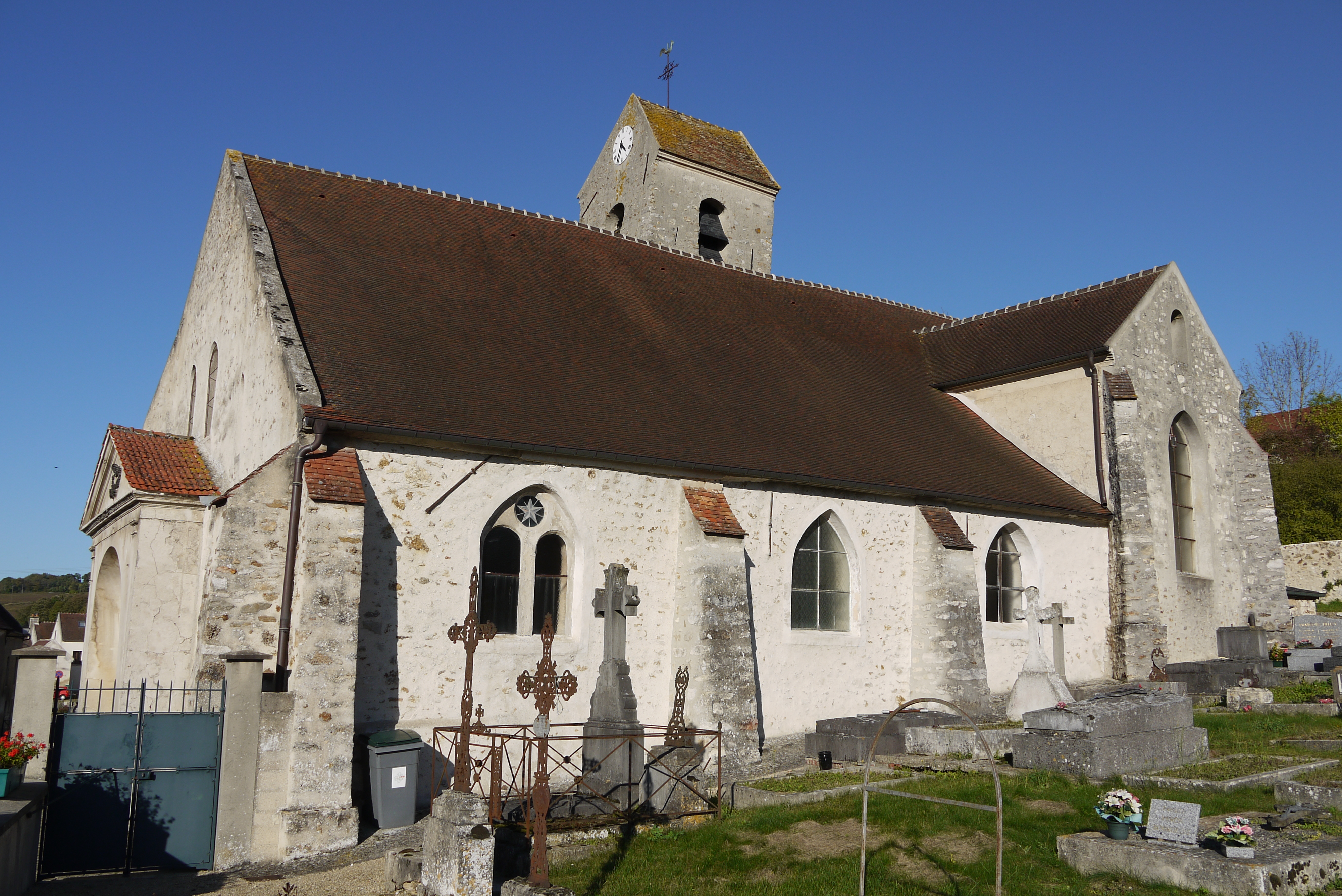
Kerk in Villiers-Saint-Denis
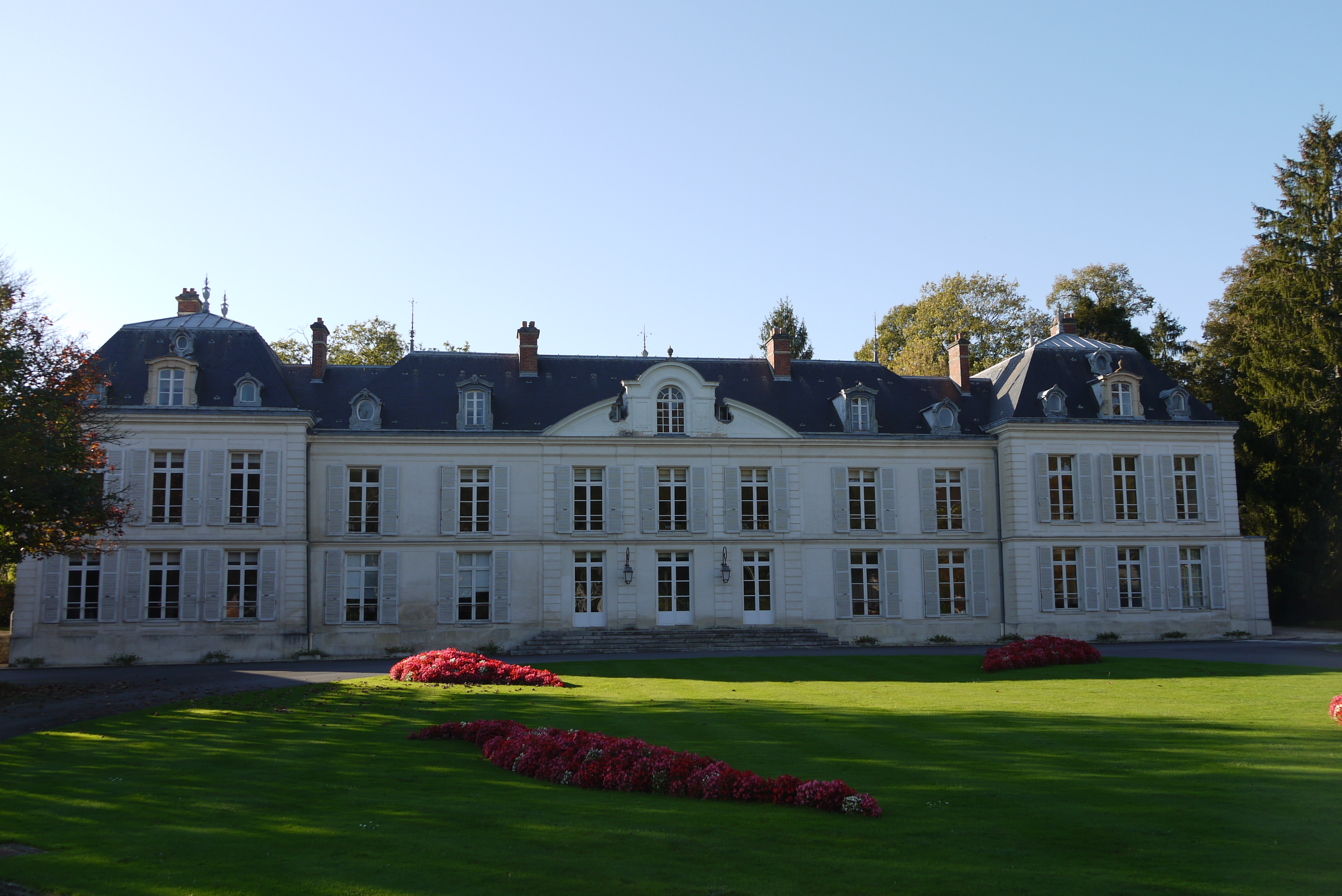
Kasteel van Villiers-Saint-Denis
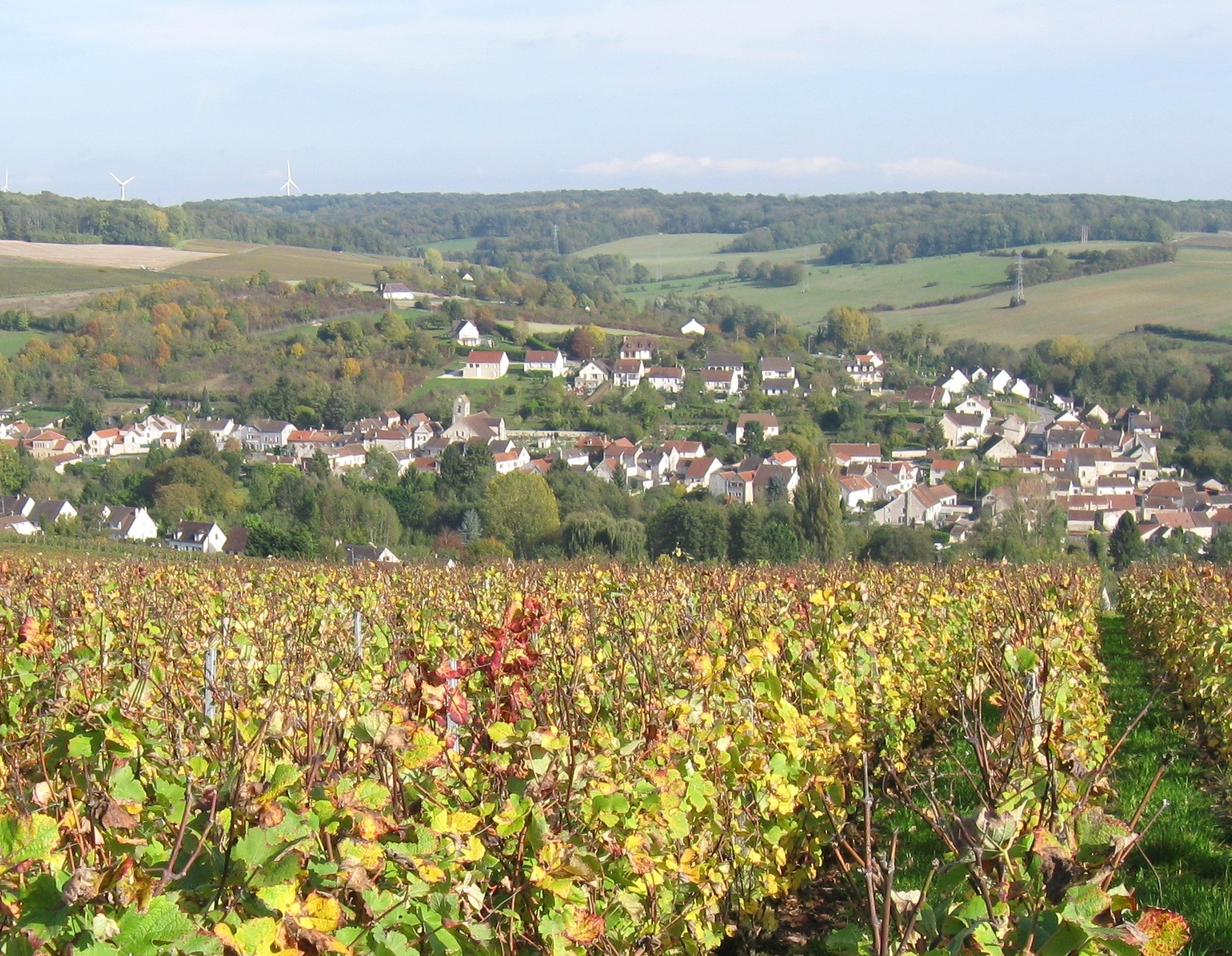
Villiers-Saint-Denis

## Geografie
De oppervlakte van Villiers-Saint-Denis bedroeg op 1 januari 2022 7,57 vierkante kilometer; de bevolkingsdichtheid was toen 141,9 inwoners per km².
De onderstaande kaart toont de ligging van Villiers-Saint-Denis met de belangrijkste infrastructuur en aangrenzende gemeenten.

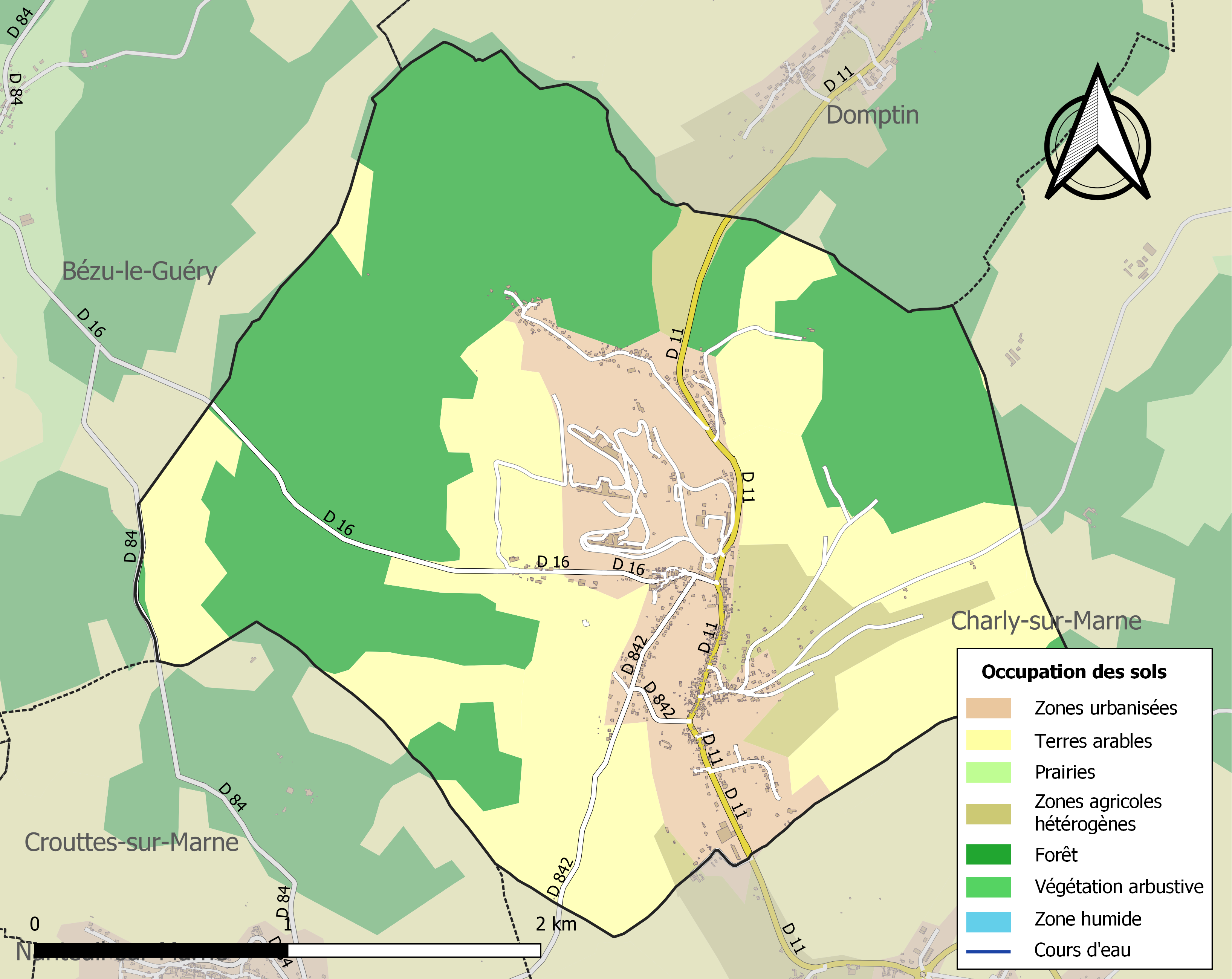

## Demografie
Onderstaande figuur toont het verloop van het inwonertal (bron: INSEE-tellingen).
Vanwege een beveiligingsprobleem met de MediaWiki Graph-software is het momenteel niet mogelijk deze grafiek weer te geven. Zodra de software is bijgewerkt zal de grafiek vanzelf weer zichtbaar worden.